# Adicroneura meridionalis
Adicroneura meridionalis är en tvåvingeart som beskrevs av Loïc Matile 1995. Adicroneura meridionalis ingår i släktet Adicroneura och familjen svampmyggor. Inga underarter finns listade i Catalogue of Life.